# Lema conjuncta
Lema conjuncta är en skalbaggsart som beskrevs av Lacordaire 1845. Lema conjuncta ingår i släktet Lema och familjen bladbaggar. Inga underarter finns listade i Catalogue of Life.